# Styvklematis
Styvklematis (Clematis recta) är en art i familjen ranunkelväxter från centrala, södra och östra Europa.

## Synonymer
- Clematis chinensis Osbeck
- Clematis erecta All.
- Clematis hispanica Mill.
- Clematis lathyrifolia Besser ex Rchb.
- Clematis recta var. hispanica (Mill.) Pau
- Clematis recta var. humillis Colmeiro
- Clematis recta var. lathyrifolia Pau
- Clematis recta var. vincetoxifolia Pau
- Clematis recta var. virginiana Pau
- Clematis recta proles lathyrifolia (Besser ex Rchb.) Bonnier
- Clematitis recta (L.) Moench